# Wataru Kubo

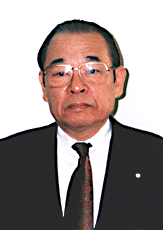
Wataru Kubo, 1996

Wataru Kubo (jap. 久保 亘, Kubo Wataru; * 15. Januar 1929 in der Präfektur Kagoshima; † 24. Juni 2003) war ein japanischer Politiker.

## Werdegang
Nach dem Abschluss seines Studiums an der Universität Hiroshima 1952 arbeitete er als Lehrer in der Präfektur Kagoshima. 1963 wurde er in die Präfekturversammlung gewählt. 1974 wurde er Abgeordneter im Oberhaus, 1988 zum Vize-Vorsitzenden des Vorstands der Sozialistischen Partei Japans (später umbenannt in Sozialdemokratische Partei) gewählt. 1993 stieg er zum Generalsekretär der Sozialdemokratischen Partei auf. Im Januar 1996 wurde er Finanzminister im Kabinett von Ryūtarō Hashimoto, hatte diesen Posten aber nur bis zum November desselben Jahres inne. 1997 verließ Kubo wegen Unstimmigkeiten mit Parteichef Takako Doi die Sozialdemokratische Partei. 1998 war er an der vergrößerten Neugründung der Demokratischen Partei Japans beteiligt.
Im Juli 2001 ging Kubo in den Ruhestand. Im November desselben Jahres erhielt er den höchsten Orden des japanischen Staates, den Großen Orden der Aufgehenden Sonne am Band.

## Asian Monetary Fund
Von Kubo stammt der Vorschlag für einen eigenen asiatischen Währungsfonds (ähnlich dem Internationalen Währungsfonds). Diesen legte er während der Asienkrise 1997 vor, stieß aber auf den Widerstand des IMF und der Vereinigten Staaten.